# ROCK'A BEAT
『ROCK'A BEAT』（ロッカ・ビート）はMAGICの1枚目のオリジナル・アルバム。1990年8月21日にメルダックから発売。

## 内容
1枚目のシングル「STREET ANGEL」と同時発売されたメジャー・デビュー・アルバム。「MAGIC ISLAND」のメインボーカルは谷田部憲昭。2017年10月4日にデジタルリマスターされ再々発。

## 批評
CDジャーナルは「シンプルな音色と決めまくっているポーズとが、レトロなものなのにいやに新鮮に思えたりもするから不思議」と評した。

## 収録曲
全編曲:MAGIC／全作詞（1以外）:上澤津孝
1. take one（Instrumental）（1：25）[2]
作曲:山口憲一
2. STREET ANGEL（3：55）[2]
作曲:久米浩司
3. Motorcycle Boy（3：53）[2]
作曲:山口憲一
4. MAGIC ISLAND（4：12）[2]
作曲:久米浩司
5. 悪夢（3：30）[2]
作曲:山口憲一
6. クルージング・ナイト（4：14）[2]
作曲:久米浩司
7. HIGHWAY BUS（5：01）[2]
作曲:山口憲一
8. 冷たくしないで（3：27）[2]
作曲:山口憲一
9. 自転車（3：30）[2]
作曲:山口憲一
10. ROCK'A BEAT（3：14）[2]
作曲:炭谷貴士